# سوكيا (سلسلة مطاعم)
سوكيا (すき家، منمقة باسم SUKIYA) هي أكبر سلسلة مطاعم صحن لحم البقر (Beef bowl) في اليابان. مالك مطعم سوكيا، هو شركة زينشو القابضة، مدرجة في بورصة طوكيو وقد بلغت مبيعاتها 511 مليار ين في عام 2016. وشعارها (المطبوع باللغة الإنجليزية خارج المطعم) هو "توفير الوقت والمال". وفقًا لمونوشيري اليابان، فقد نشأت في يوكوهاما، كاناغاوا. على عكس يوشينويا، لم يتوقف سوكيا عن تقديم وجبة صحن لحم البقر أثناء الحظر المفروض على صادرات لحوم البقر الأمريكية، وبدلاً من ذلك تحول إلى لحوم البقر المستوردة من أستراليا.

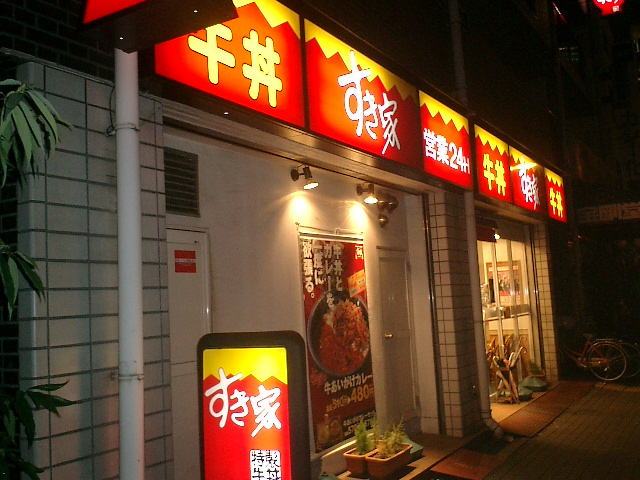
المظهر الخارجي لمطعم سوكيا.

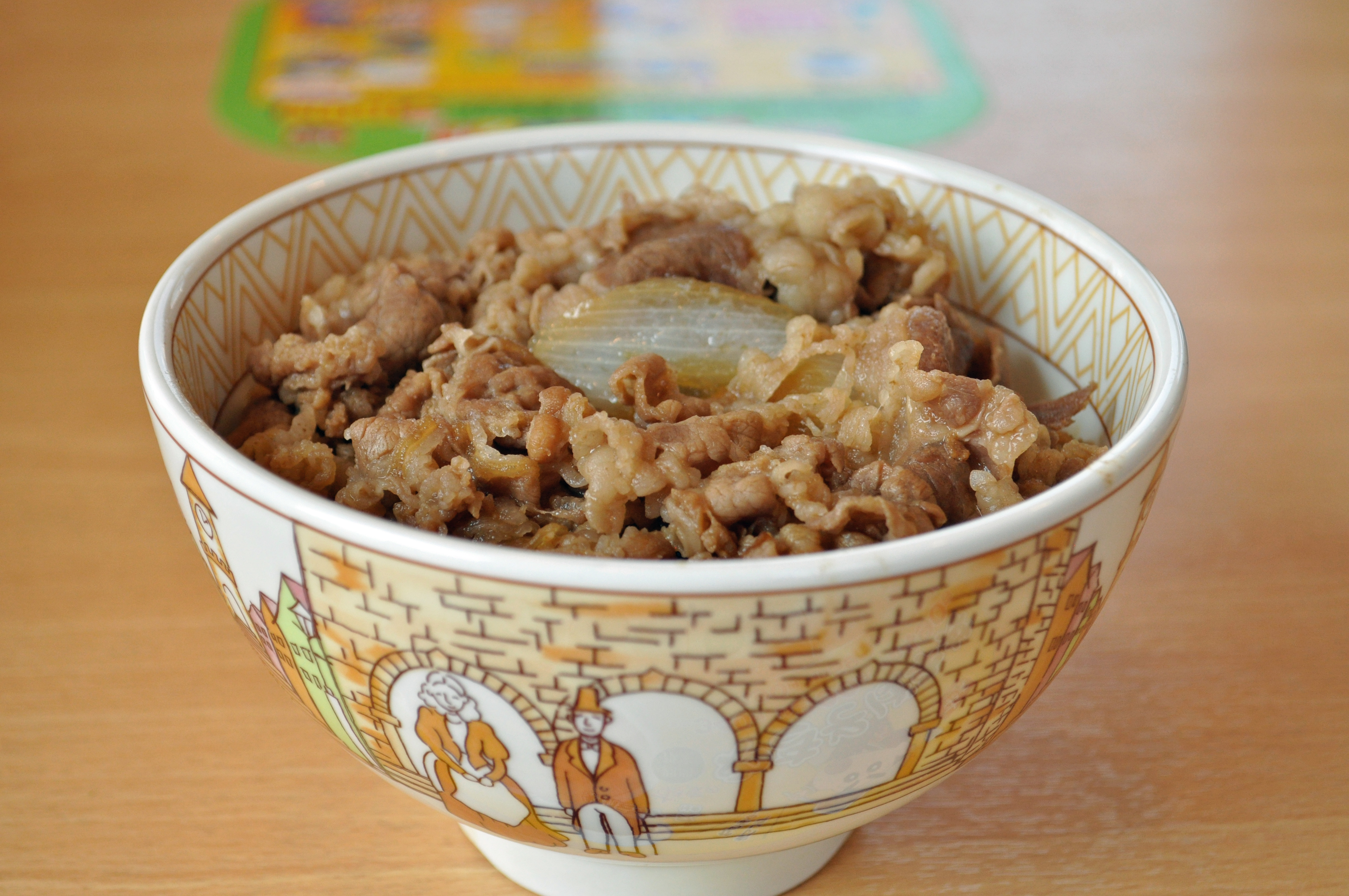
صحن لحم البقر (حجم طبيعي)

## مواقع
| دولة      | عدد   | ملاحظات |
| --------- | ----- | --- |
| اليابان   | 2,333 | المواقع في جميع محافظات اليابان الـ 47 اعتبارًا من عام 2017                                                                                         |
| الصين     | 70    | اعتبارًا من عام 2014، ما يقرب من نصف المواقع موجودة في شنغهاي                                                                                       |
| تايوان    | 66    | 28 في تايبيه، و17 في تايبيه الجديدة، و9 في تاي شانغ، و8 في تاويون، و3 في سين شو، و1 في كيلونغ.                                                     |
| البرازيل  | 29    | 24 في ساو باولو، 1 في موجي داس كروزيز، 1 في سانتو أندريه، 1 في ساو برناردو دو كامبو، 1 في ساو جوزيه دوس كامبوس، 1 في غوارولوس                      |
| المكسيك   | 7     | 5 في مدينة مكسيكو، و1 في تولوكا، و1 في كويريتارو                                                                                                   |
| تايلاند   | 34    | 19 في بانكوك، 7 في تشونبوري، 2 في رايونغ، 1 في لوبوري، 1 في ناخون راتشاسيما، 1 في نونثابوري، 1 في باثوم ثاني، 1 في أيوتثايا، و1 في ساموت براكان    |
| ماليزيا   | 18    | 6 في كوالالمبور، 5 في سلاغور، 3 في جوهر بهرو، 2 في ملقا، 1 في بوتراجاي، 1 في قدح.                                                                  |
| إندونيسيا | 13    | 8 في جاكرتا، و2 في تانقيرانغ، و1 في تانغيرانغ الجنوبية، و1 في ديبوك.                                                                               |
| هونغ كونغ | 9     | 1 في خليج كولون، 1 في لوك فو، 1 في مونغ كوك، 1 في الأقاليم الجديدة، 1 في خليج كواري، 1 في تسيم شا تسوي، و1 في وان تشاي، و1 في وامبوا، و1 ياو ما تي |
| سنغافورة  | 15    | [ 11 ] |
| فيتنام    | 18    | 16 يقع في مدينة هو تشي منه و2 في محافظة بنه ديونغ.                                                                                                 |
| الفلبين   | 2     | 1 يقع في مانيلا (مدينة SM)، و1 في ماكاتي. |